# Anton-Wildgans-Preis
Der Literaturpreis der Österreichischen Industrie – Anton Wildgans ist ein Literaturpreis, der 1962 von der österreichischen Industriellenvereinigung gestiftet wurde. Der Preis ist mit 15.000 Euro (bis 2002 mit 7.500 Euro, bis 2010 10.000 Euro) dotiert und wird von einer unabhängigen Jury an einen Schriftsteller oder Schriftstellerin der jüngeren oder mittleren Generation mit österreichischer Staatsbürgerschaft, dessen bzw. deren „Schaffen die abschließende Krönung noch erwarten lässt“, verliehen.
Die Auszeichnung ist Anton Wildgans gewidmet, „der wie wenige andere das Österreichische in seinem besten Sinn verkörperte“ (Zitate aus der Selbstdarstellung der Industriellenvereinigung). Seit 2010 ist der „Anton Wildgans-Preis“ in „Literaturpreis der Österreichischen Industrie – Anton Wildgans“ umbenannt.
1990 fand keine Verleihung statt, stattdessen wurden Werke früherer Preisträger angekauft und an Universitätsinstitute für Germanistik in Staaten Ost- und Südosteuropas im Einvernehmen mit dem Bundesministerium für auswärtige Angelegenheiten verschenkt.

## Preisträger
- 1962: Fritz Hochwälder
- 1963: Fritz Habeck
- 1964: Christine Lavant
- 1965: Andreas Okopenko
- 1966: Herbert Zand
- 1967: Thomas Bernhard (Verleihung abgesagt)
- 1968: Ilse Aichinger
- 1969: Herbert Eisenreich
- 1970: Peter Marginter
- 1971: Ingeborg Bachmann
- 1972: Milo Dor
- 1973: Barbara Frischmuth
- 1974: Ernst Hinterberger
- 1975: Christine Busta
- 1976: György Sebestyén
- 1977: Peter Henisch
- 1978: Wolfgang Kraus
- 1979: Matthias Mander
- 1980: Josef Winkler
- 1981: Friederike Mayröcker
- 1982: Ernst Jandl
- 1983: Jutta Schutting
- 1984: Peter Handke (abgelehnt)
- 1985: Gerd-Klaus Kaltenbrunner
- 1986: Kurt Klinger
- 1987: Inge Merkel
- 1988: Christoph Ransmayr
- 1989: Ilse Tielsch
- 1991: Norbert Leser
- 1992: Anna Mitgutsch
- 1993: Gert Jonke
- 1994: Brigitte Hamann
- 1995: keine Verleihung
- 1996: Michael Köhlmeier
- 1997: Evelyn Schlag
- 1998: Franz Josef Czernin
- 1999: Peter Rosei
- 2000: Elisabeth Reichart
- 2001: Vladimir Vertlib
- 2002: Ferdinand Schmatz
- 2003: Christoph Wilhelm Aigner
- 2004: Hans Raimund
- 2005: Barbara Neuwirth
- 2006: Wolfgang Hermann
- 2007: Sabine Gruber
- 2008: Kathrin Röggla
- 2009: Alois Hotschnig
- 2010: Doron Rabinovici
- 2011: Arno Geiger
- 2012: Olga Flor
- 2013: Norbert Gstrein
- 2014: Barbara Hundegger
- 2015: Erich Hackl
- 2016: Margit Schreiner[1]
- 2017: Robert Seethaler[2]
- 2018: Sabine Scholl[3]
- 2019: Daniel Kehlmann[4]
- 2020: Reinhard Kaiser-Mühlecker[5]
- 2021: Andrea Grill
- 2022: Gertraud Klemm[6]
- 2023: Christoph W. Bauer[7]
- 2024: Laura Freudenthaler[8]
- 2025: Wolf Haas[9]